# Мирасти, Джон
Джон Мирасти (англ. Jon Mirasty; 4 июня 1982, Медоу-Лейк) — канадский хоккеист, нападающий, тафгай.

## Карьера
Родился в провинции Саскачеван в индейском племени «Летающая пыль», которое насчитывало около тысячи членов. Его дед был одним из основателей племени и долгое время являлся его вождём. В детстве был региональным чемпионом по боксу. Начал свою профессиональную карьеру в 2000 году в составе клуба Западной хоккейной лиги «Принс-Альберт Рэйдерз». В том сезоне он также выступал за «Трай-Сити Американс», поучаствовав в 40 драках на льду в 67 проведённых матчах. После сезона 2001/02 Джон хотел закончить с большим хоккеем, отправившись в одну из низших канадских лиг, попутно работая охранником в ночном клубе. Тем не менее, перед началом сезона 2002/03 ему был предложен контракт клубом Хоккейной лиги восточного побережья «Бейкерсфилд Кондорс», где за 57 матчей он заработал 360 минут штрафа.
Последующие 3 сезона Мирасти провёл в низших североамериканских лигах, в среднем набирая более 8 штрафных минут за игру. Летом 2007 года Джон принял решение закончить карьеру хоккеиста и стал профессионально заниматься смешанными боевыми искусствами. В июне провёл свой первый бой против Себастьяна Готье, в котором он[кто?] был отправлен в нокаут в конце первого раунда. Однако перед самым началом сезона 2007/08 при содействии давнего друга Брэндона Сагдэна подписал пробный контракт на 25 матчей с клубом АХЛ «Сиракьюз Кранч». В своём новом клубе Мирасти быстро стал любимчиком публики, и соглашение с ним было продлено. Всего в 182 матчах в составе «Кранч» Джон набрал 7 (1+6) очков, а также 751 минуту штрафа. 20 декабря 2009 года стал участником одной из величайших, по мнению многих, драк в истории хоккея. Он и его соперник Джереми Яблонски за минуту нанесли на двоих 115 ударов.
Сезон 2010/11 снова заканчивал в низших лигах, после чего вместе со своим другом и дальним родственником Яблонски заключил соглашение с российским «Витязем». В своей первой же смене в составе подмосковного клуба подрался с Александром Свитовым, сразу после чего обвинил игроков КХЛ в трусости. 16 октября в матче против новокузнецкого «Металлурга» забросил свою первую шайбу в КХЛ. 30 ноября в матче против «Барыса» дважды подрался с форвардом Джошем Грэттоном, за что впоследствии получил двухматчевую дисквалификацию.
В своём первом матче после окончания дисквалификации, который состоялся 11 декабря против рижского «Динамо», пытался завязать драку с латвийскими хоккеистами, однако судьи не позволили ему этого сделать. Тем не менее, Джон был удалён до конца игры, а затем дисквалифицирован на три матча. Вернувшись на лёд 21 декабря в матче против магнитогорского «Металлурга», Мирасти уже после финального свистка устроил потасовку, за что получил большой дисциплинарный штраф и был вновь отстранён от участия в трёх матчах. 26 января 2012 года в игре с «Ак Барсом» снова принял участие в драке, получив, в итоге двухматчевую дисквалификацию.
17 февраля в матче против «Атланта» вновь был удалён до конца встречи за драку, за что на следующий день был дисквалифицирован на 5 матчей, что автоматически означало то, что он пропустит оставшиеся игры сезона.
Мирасти стал известен благодаря своему поведению на льду — во время драки он всегда старается улыбаться. Многие противники говорили, что даже те, кто считал себя первоклассным тафгаем, часто, увидев улыбку на лице Мирасти, перегорали еще до начала схватки.

## Статистика выступлений
Последнее обновление: 7 января 2021 года
|             |                       |             |     |   |    |     |     |     | Плей | Плей | Плей | Плей | Плей | Плей |
| Сезон       | Команда               | Лига        | Игр | Г | П  | Очк | +/- | Штр | Игр  | Г    | П    | Очк  | +/-  | Штр  |
| ----------- | --------------------- | ----------- | --- | - | -- | --- | --- | --- | ---- | ---- | ---- | ---- | ---- | ---- |
| 2000/01     | Принс-Альберт Рэйдерз | WHL         | 30  | 0 | 2  | 2   | -11 | 109 | —    | —    | —    | —    | —    | —    |
| 2000/01     | Трай-Сити Американс   | WHL         | 37  | 1 | 0  | 1   | -2  | 122 | —    | —    | —    | —    | —    | —    |
| 2001/02     | Мус-Джо Уорриорз      | WHL         | 11  | 0 | 0  | 0   | -6  | 15  | —    | —    | —    | —    | —    | —    |
| 2002/03     | ОКН Близзард          | MJHL        | 17  | 4 | 16 | 20  | --  | 115 | —    | —    | —    | —    | —    | —    |
| 2003/04     | Бейкерсфилд Кондорс   | ECHL        | 56  | 0 | 5  | 5   | -4  | 358 | —    | —    | —    | —    | —    | —    |
| 2004/05     | Бейкерсфилд Кондорс   | ECHL        | 1   | 0 | 0  | 0   | --  | 2   | —    | —    | —    | —    | —    | —    |
| 2004/05     | Гринвилль Гррроул     | ECHL        | 1   | 0 | 1  | 1   | --  | 0   | —    | —    | —    | —    | —    | —    |
| 2004/05     | Сорель-Траси Мисьон   | LNAH        | 21  | 2 | 2  | 4   | --  | 207 | —    | —    | —    | —    | —    | —    |
| 2004/05     | Данбери Трэшерз       | UHL         | 25  | 1 | 3  | 4   | -1  | 202 | 1    | 0    | 0    | 0    | --   | 0    |
| 2005/06     | Данбери Трэшерз       | UHL         | 11  | 0 | 3  | 3   | +2  | 57  | —    | —    | —    | —    | —    | —    |
| 2005/06     | Сорель-Траси Мисьон   | LNAH        | 28  | 4 | 3  | 7   | --  | 276 | —    | —    | —    | —    | —    | —    |
| 2006/07     | Сорель-Траси Мисьон   | LNAH        | 41  | 2 | 6  | 8   | --  | 304 | —    | —    | —    | —    | —    | —    |
| 2007/08     | Сиракьюз Кранч        | АХЛ         | 55  | 1 | 2  | 3   | -3  | 181 | 4    | 0    | 0    | 0    | --   | 4    |
| 2008/09     | Сиракьюз Кранч        | АХЛ         | 58  | 0 | 0  | 0   | --  | 227 | —    | —    | —    | —    | —    | —    |
| 2009/10     | Сиракьюз Кранч        | АХЛ         | 53  | 0 | 4  | 4   | -5  | 269 | —    | —    | —    | —    | —    | —    |
| 2010/11     | Сиракьюз Кранч        | АХЛ         | 16  | 0 | 0  | 0   | -1  | 74  | —    | —    | —    | —    | —    | —    |
| 2010/11     | Элмайра Джэкэлз       | ECHL        | 8   | 1 | 0  | 1   | -1  | 45  | —    | —    | —    | —    | —    | —    |
| 2010/11     | Форт-Уэйн Кометс      | ЦХЛ         | 19  | 0 | 1  | 1   | -6  | 40  | —    | —    | —    | —    | —    | —    |
| 2011/12     | Витязь                | КХЛ         | 30  | 2 | 0  | 2   | -4  | 197 | —    | —    | —    | —    | —    | —    |
| 2012/13     | Барыс                 | КХЛ         | 10  | 0 | 1  | 1   | 0   | 17  | —    | —    | —    | —    | —    | —    |
| 2013/14     | Сорель-Траси Мисьон   | LNAH        | 14  | 1 | 1  | 2   | --  | 92  | 4    | 0    | 0    | 0    | 0    | 48   |
| 2014/15     | Сорель-Траси Мисьон   | LNAH        | 14  | 3 | 1  | 4   | -1  | 103 | —    | —    | —    | —    | —    | —    |
| 2015/16     | Стони-Крик Дженералс  | ACH         | 1   | 0 | 0  | 0   | --  | 10  | —    | —    | —    | —    | —    | —    |
| 2017/18     | Труа-Ривьер           | LNAH        | 2   | 0 | 1  | 1   | 0   | 9   | —    | —    | —    | —    | —    | —    |
| 2017/18     | Луселенд Маллардс     | SWHL        | 6   | 2 | 8  | 10  | --  | 0   | 2    | 0    | 1    | 1    | —    | 2    |
| 2018/19     | Гранд-Прери Атлетикс  | NPHL-Sr     | 2   | 0 | 0  | 0   | --  | 2   | 6    | 1    | 1    | 2    | —    | 37   |
| 2019/20     | Медоу-Лейк Бронкос    | SASHL       | 14  | 4 | 10 | 14  | --  | 26  | 10   | 4    | 6    | 10   | —    | 25   |
| Всего в КХЛ | Всего в КХЛ           | Всего в КХЛ | 40  | 2 | 1  | 3   | -4  | 214 | —    | —    | —    | —    | —    | —    |